# Évelyne Brochu

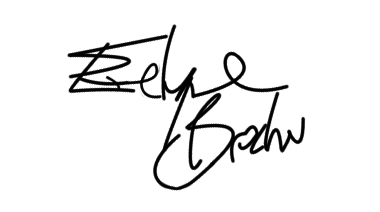
Firma di Brochu

Evelyne Brochu, all'anagrafe Evelyne Marie Léa Cassandre Brochu (Montréal, 17 novembre 1982), è un'attrice canadese.

## Biografia
Evelyne è cresciuta a Pointe-Claire, un sobborgo di Montréal. La madre è insegnante di violoncello. Dopo il diploma conseguito alla scuola d'eccellenza Dorval Jean XXIII si laurea nel 2005 presso il Conservatorio d'Arte Drammatica di Montréal e inizia la sua carriera come attrice teatrale. Prima di iscriversi al conservatorio aveva frequantato per un anno un corso preuniversitario di danza contemporanea (DEC).

## Carriera
Nel 2008, Evelyne debutta in televisione nel ruolo di Mélanie Gauthier nella soap opera canadese La Promessa, grazie alla quale vince il Premio Gemini come migliore attrice nel 2012. In ambito televisivo è nota per aver recitato nelle serie Mirador, Aveux, e nella serie sci-fi Orphan Black, dove ricopre il ruolo della compagna di Cosima Niehaus interpretata da Tatiana Maslany. Dal 2015 al 2017 è stata la protagonista della serie televisiva canadese X Company ambientata durante la Seconda guerra mondiale.
Il suo esordio nel cinema è nel 2009 con Polytechnique, un film in bianco e nero vincitore di 9 Genie Awards che racconta il massacro all'École Polytechnique di Montréal. In Europa ha recitato nel film francese Café de Flore, a fianco di Vanessa Paradis. Il film fu presentato alla 68ª Mostra del cinema di Venezia, nella rassegna dedicata alle Giornate degli Autori, durante la quale Brochu fu celebrata come la madrina. Nel 2012 ha ottenuto il ruolo da protagonista in Inch'Allah, dove interpreta un'ostetrica canadese che lavora all'interno di un campo profughi palestinese. Il suo film successivo, Tom à la ferme, scritto e diretto da Xavier Dolan, è stato in competizione a Venezia 70, dove ha ottenuto il Premio FIPRESCI. Nel 2013 il Toronto International Film Festival l'ha premiata insieme ad altri tre attori con il titolo di Astro Nascente dell'anno. Nel 2015 anche Les Lups, il film di Sophie Deraspe girato nelle Isole della Maddalena, ha vinto lo stesso premio al Torino Film Festival. Ha inoltre preso parte a vari cortometraggi fra i quali L'appartamento, Qualcuno di straordinario, The Nest e Il mondo di Evelyne.

### Moda
Brochu è stata fotografata per Elle Québec, apparendo sulla cover di febbraio 2012 e dicembre 2013. Nel campo della moda è stata scelta per il video promozionale di UNTTLD, una nuova marca di Montréal.

## Vita privata
Brochu ha avuto una relazione sentimentale con l'attore François Arnaud terminata nel 2014. Nel tempo libero pratica yoga e ama cantare; la sua estensione vocale è di mezzosoprano acuto. È legata dal 2016 al compagno Nicolas Schirmer conosciuto in un Café a Montreal. Nel giugno del 2018 annuncia la sua gravidanza con una foto sul suo Instagram account con il suo compagno Nicolas Schirmer. Il loro primogenito, Laurier, nasce il 6 ottobre dello stesso anno. Il 16 novembre ha annunciato sul suo account Instagram di aver dato alla luce due gemelli.

## Filmografia parziale

### Cinema
- Cheech (2006)
- Dire sur mon père (2008)
- Polytechnique (2009)
- Frisson des collines (2011)
- Café de Flore (2011)
- Inch'Allah (2012)
- Tom à la ferme (2013)
- La grande partita (Pawn Sacrifice), regia di Edward Zwick (2014)
- I Lupi (Les Loups), regia di Sophie Deraspe (2015)
- Miséricorde (2015)
- Past Imperfect (Le passé devant nous) (2016)
- Rememory, regia di Mark Palansky (2017)

### Televisione
- La Promessa (La Promesse) – serial TV (2008-2012)
- Aveux – serie TV, 4 episodi (2009)
- Mirador – serie TV, 7 episodi (2010)
- Orphan Black – serie TV, 35 episodi (2013-2017)
- La madrina (La marraine) – miniserie TV (2014)
- X Company – serie TV, 20 episodi (2015-2017)
- Trop – serie TV, 13 episodi (2016-2017)[22]
- Paris Police 1900 – miniserie TV, 8 puntate (2021)

### Cortometraggi
- Father talk – regia di Gabrielle Tremblay (2008)
- L'Appartamento – regia di Michael Lam (2012)
- La trappe – regia di Sophie Jacques (2012)
- Il mondo di Evelyne – regia di Benjamin Lebus e Sebastian de Souza (2013)
- Qualcuno di straordinario – regia di Monia Chokri (2013)
- The Nest – diretto e interpretato da David Cronenberg (2014)

## Teatro
- Il sogno dello zio (2006)
- Notte araba (2007)
- Sacra famiglia (2007)
- Il leone d'inverno (2008)
- Tom à la ferme (2011)

## Discografia
- 2015 – Bord de mer, di Gustafson feat Evelyne Brochu (album: Courir dans le noir)
- 2016 – Quoi, di Stefie Shock feat Evelyne Brochu (album; 12 Belles dans la peau; Chansons de Gainsbourg
- 2016 – C'est l'été, c'est l'été, c'est l'été!, di Félix Dyotte feat Evelyne Brochu (singolo e video musicale)[23]

## Premi e candidature
| Anno | Evento                              | Film/TV                                      | Categoria                                                 | Risultato       |
| ---- | ----------------------------------- | -------------------------------------------- | --------------------------------------------------------- | --------------- |
| 2010 | Gemini Awards, Canada               | Aveux                                        | Migliore Attrice Non Protagonista                         | Candidato/a     |
| 2012 | Gemini Awards                       | La Promessa                                  | Migliore Attrice Protagonista                             | Vincitore/trice |
| 2013 | Canadian Screen Awards              | Inch'Allah                                   | Migliore Attrice Protagonista                             | Candidato/a     |
| 2013 | Toronto International Film Festival |                                              | Astro Nascente con Cara Gee, Megan Park e Johnathan Sousa | Vincitore/trice |
| 2013 | Toronto International Film Festival | Birks Diamond Tribute alle attrici dell'anno | Vincitore/trice                                           |                 |
| 2014 | Gemini Awards                       | La madrina (La marraine)                     | Miglior interpretazione attrice non protagonista          | Candidato/a     |
| 2015 | Jutra Award                         | Tom à la ferme                               | Miglior interpretazione attrice non protagonista          | Candidato/a     |
| 2017 | Tiburon International Film Festival | Past Imperfect                               | Migliore attrice protagonista                             | Vincitore/trice |

## Doppiatrici italiane
Nelle versioni in italiano delle opere in cui ha recitato, Evelyne Brochu è stata doppiata da:
- Francesca Manicone ne La grande partita, Paris Police 1900
- Domitilla D'Amico in Orphan Black, French Girl
- Vantina Pollani in Tom à la ferme